# Revolución de los Tulipanes
La Revolución de los Tulipanes (del ruso: Тюльпановая революция) también conocida como Primera Revolución Kirguisa (para diferenciarla de la Revolución kirguisa de 2010 que democratizó de manera definitiva al país) hace referencia al derrocamiento del presidente Askar Akáyev y su gobierno en la república asiática de Kirguistán después de las elecciones parlamentarias del 27 de febrero y del 13 de marzo de 2005. La revolución perseguía el fin del gobierno de Akáyev y su familia y socios, que según la opinión popular se habían hecho cada vez más corrupto y autoritario. Después de la revolución, Akáyev escapó del país. El 4 de abril Akáyev firmó su declaración de dimisión en presencia de una delegación parlamentaria en la embajada de su país en Moscú, y el 11 de abril el parlamento de Kirguistán ratificó su dimisión.

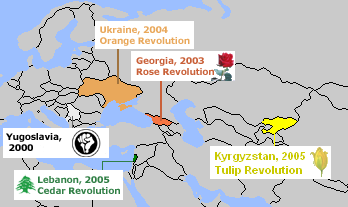
Mapa de las Revoluciones de colores. (2000 y 2005)

En los inicios de la revolución, los medios de comunicación se refirieron a los disturbios como la Revolución «rosa», «limón», «de seda», «de los narcisos», o «de papel de lija». Pero fue la «Revolución de los Tulipanes», un término que Akayev usó en un discurso en el que advirtió que ninguna Revolución de colores tendría lugar en Kirguistán, el nombre que se acabó adoptando. Estos términos evocaban semejanzas con la Revolución de las Rosas en Georgia y la Revolución Naranja en Ucrania en el 2004, cuyos nombres se deben a su vez a la Revolución de Terciopelo checoslovaca, todas ellas de carácter no violento.
Givi Targamadze, un antiguo miembro del Liberty Institute y presidente del comité de defensa y seguridad nacional del Parlamento de Georgia, consultó a líderes de la oposición ucraniana sobre técnicas de lucha no violenta y más tarde informó a los líderes de la oposición kirguisa durante la Revolución de los Tulipanes.
La Revolución de los Tulipanes, sin embargo, tuvo algunos incidentes violentos, el más notable de los cuales ocurrió en la ciudad del sur Jalal-Abad; además, al menos tres personas murieron durante el saqueo que se extendió por la capital nacional, Biskek, las veinticuatro primeras horas después de la caída del gobierno.